# کومار درافتاده
کومار درافتاده (به کردی: کۆمار ده‌رئوفتاده‌) (۲۵ مرداد ۱۳۸۵ – ۸ آبان ۱۴۰۱) نوجوان ۱۶ سالهٔ کرد ایرانی بود که در خیزش ۱۴۰۱ ایران توسط نیروهای امنیتی جمهوری اسلامی کشته شد.

ما مردم خاورمیانه هستیم، بعضی‌هامان در جنگ کشته می‌شویم، بعضی در زندان، بعضی در جاده، بعضی در دریا، حتی بلندترین کوه‌ها هم انتقام تنهایی‌شان را از ما می‌گیرند، چرا که ما شغل‌مان مردن است.

آخرین پست اینستاگرامی کومار درافتاده
شعری از حمیدرضا ابک

## کشته‌شدن
کومار درافتاده، نوجوان ۱۶ سالهٔ ایرانی بود که در ۸ آبان در جریان خیزش ۱۴۰۱ ایران و در پیرانشهر با شلیک مستقیم گلولهٔ جنگی از فاصله سه متری به‌دست نیروهای امنیتی حکومت جمهوری اسلامی به‌شدت مجروح شد و جان باخت.
او در کمربندی کهنه‌خانه و نزدیک میدان «محمد اوراز» و با اسلحه ته‌پر و از فاصله ۳ متری، مورد اصابت گلوله قرار گرفت. کومار که به شدت زخمی شده بود، هنگام دستگیر شدن زنده بوده اما مأموران او را به اداره آگاهی پیرانشهر منتقل کردند. حدود ۱ ساعت و ۴۵ دقیقه بعد، هنگام انتقال به بیمارستان فاقد علائم حیاتی بود.

### ممانعت مأموران از رساندن کمک‌های اولیه و احیا
در تاریخ ۲۴ اردیبهشت ۱۴۰۳ بخش راستی‌آزمایی بی‌بی‌سی فارسی اعلام کرد که به مدارکی دست یافته که نشان از آن دارند که کومار پس از آن‌که مورد گلوله قرار گرفته، درحالی‌که هنوز علائم حیاتی داشته دستگیر می‌شود و مأموران او را به اداره آگاهی بردند. در این اداره برای انتقال او به بیمارستان درخواست آمبولانس شد و او حدود یک ساعت و چهل و پنج دقیقه پس از دستگیری به بیمارستان رسید. پزشک‌یاران اورژانس پس از حضور در محل قصد انجام عملیات احیا را داشته‌اند اما با ممانعت مأموران مواجه شدند. در گزارش اورژانس آمده: «نیروهای امنیتی و آگاهی … تأکید کردند که بنابه دستور، موظف به انتقال بدون درنگ مددجو به بیمارستان هستیم…بیمار بدون راه وریدی و بدون علائم حیاتی و بدون برقراری راه هوایی آنتوباسیون یا لارنژیال ماسک یا … تحویل بخش اورژانس داده شد.»
پس از اینکه فرصت طلایی احیا به‌سبب جلوگیری مأموران از دست می‌رود، او را به بیمارستان منتقل می‌کنند. در نهایت سی و چهار دقیقه عملیات احیای قلبی ریوی در بیمارستان بی‌ثمر می‌ماند و مرگ او در ساعت ۲۲:۱۵ ثبت می‌شود.

## خاک‌سپاری
ویدئویی از مراسم خاکسپاری این نوجوان در روز دوشنبه ۹ آبان در روستای زیوکه منتشر شد که در آن پدرش به زبان کردی می‌گوید:
خوشبختم که برای آزادی و خاکش شهید شده است…؛ از دیشب جگرم تکه‌تکه شده است؛ اما فدای این خاک و آزادی شد. به خدا همه ما را خواهند کشت؛ به خدا [فرزندم] بی‌گناه بود؛ [حکومت اسلامی] به هیچ‌کس رحم نخواهند کرد.